# Mo Xi

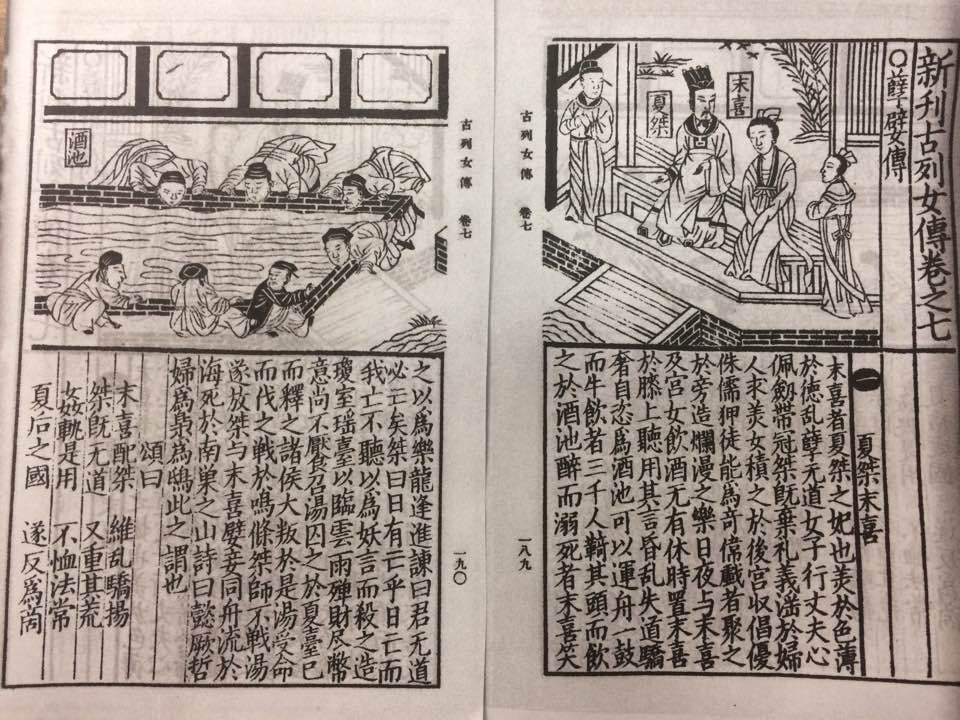
Imagen de Jie y Mo Xi mirando a los hombres que beben de la piscina de alcohol (酒池), del Xinkan gu Lienü zhuan (新刊古列女傳, ca. 1825) editado por Ruan Fu (阮福; 1802-?).

Mo Xi (en chino, 末喜; pinyin, Mò Xǐ; Wade-Giles, Mo4Hsi3), también llamada Mei Xi (妹喜), fue la concubina de Jie (桀), el último gobernante de la legendaria dinastía Xia (夏; trad. c. 2070 – c. 1600 a. C.). Según la tradición, Mo Xi, Da Ji (妲己) (la concubina del último gobernante Shang) y Bao Si (褒姒) (la concubina del último gobernante de la dinastía Zhou Occidental) es cada una culpada de la caída de estas respectivas dinastías. Según el Wu Yue chunqiu (吳越春秋; Anales de la Primavera y el Otoño de Wu y Yue) “Xia cayó debido a Mo Xi; Yin (Shang) cayó debido a Da Ji; Zhou cayó debido a Bao Si” (夏亡以妹喜，殷亡以妲己，周亡以褒姒). Ni Mo Xi ni el Lago de Alcohol, con que está asociada, se mencionan en la historia de Jie y la caída de Xia narrados en el Shiji (史記 ).

## Biografía
Según el Lienü zhuan (列女傳), Mo Xi era la concubina favorita del rey Jie de Xia. Era hermosa, pero carente de virtud, siendo depravada e inmoral. Incluso aunque sus acciones eran aquellas propias de una mujer, tenía el corazón de un hombre. Llevaba una espada en su cinto y un gorro masculino. Jie bebía día y noche con Mo Xi y sus damas de palacio. Sentaba a Mo Xi en sus rodillas y escuchaba sus cotilleos. Jie ordenó construir un lago de vino lo bastante grande como para permitir navegar en botes. Tres mil hombres tuvieron que beber de él, bajando sus caras hasta el agua como hace el ganado. Cuando llegaban a la ebriedad, caían de cabeza y se ahogaban. Mo Xi lo encontró entretenido y se reía de ellos.
Más tarde, Jie convocó a Tang (湯) y le encarceló en Xiatai (夏臺, literalmente, Torre Xia), pero después le liberó. Cuando los señores vasallos se rebelaron, Tang los lideró y atacó a Jie derrotándole en Mingtiao (鳴條). Tang desterró a Jie, quien fue llevado al mar y puesto a la deriva en un barco junto con Mo Xi y sus concubinas favoritas. Murió en la montaña Nanchao (南巢). La versión del exilio de Jie es diferente en el Lienü zhuan respecto a la versión narrada en el “Xia benji” (夏本紀) el capítulo al respecto del Shiji, el cual no sólo no menciona a Mo Xi, sino que también dice, “Jie huyó de Mingtiao y posteriormente estuvo exiliado y murió. Jie dijo a alguien, ‘lamento no haber matado a Tang en Xiatai, lo que me ha llevado a esto'” (桀走鳴條，遂放而死。桀謂人曰：「吾悔不遂殺湯於夏臺，使至此).
Según el Guo Yu (國語), Mei Xi (妹喜), que era del estado de Shi (有施), planeaba derrocar al soberano Xia desde el principio. “Anteriormente, cuando Jie de Xia atacó el estado de Shi, las personas de Shi le dieron a Mei Xi. Mei Xi fue favorecida, por lo que se confabuló con Yi Yin (伊尹) y destruyó a Xia” (昔夏桀伐有施，有施人以妹喜女焉，妹喜有寵，于是乎與伊尹比而亡夏).
La versión sobre la historia de Mo Xi narrada en el Zhushu jinian ( 竹書紀年, Anales de Bambú) también la muestra confabulada con Yi Yin para  derrocar a Xia. “15.º año (de Jie): [Gui (癸, Rey Jie)] ordenó a Bian (扁) atacar a Shan Min (山民). Shan Min le presentó dos mujeres a Jie, una llamada Wan (琬) y la otra Yan (琰). Al emperador le encantaron las dos, a pesar de que las mujeres no le dieron ningún hijo. Sus nombres fueron grabados en las gemas Tiao (苕) y Hua (華): [aquello en la gema] Tiao era “Wan,” [en la gema] Hua era “Yan,” y  envió a su primera esposa Mo Xi a Luo (洛). En el palacio Qing (傾宮) decoró la Torre Yao (瑤臺) para que viviera allí. La Señora Mo Xi tuvo relaciones íntimas con Yi Yin, con el propósito de crear disensiones entre Yin y Xia” (traducción de David Nivison).